# Batalla de Ravenna (1512)
La batalla de Ravenna de l'11 d'abril de 1512, lliurada en el context de la guerra de la Lliga de Cambrai durant les guerres italianes, va afrontar les tropes franceses i Ferrareses dirigides per Gastó de Foix contra l'exèrcit de la Santa Lliga liderat per Ramon Folc de Cardona-Anglesola, format per tropes de la corona d'Aragó i papals.
La batalla, una dels més sanguineres de la guerra, va acabar amb la victòria de les forces franco-Ferrareses, encara que aquestes no van aconseguir de consolidar-se al nord d'Itàlia, d'on s'haurien de retirar l'agost d'aquell mateix any.